# Fazilatunnesa Bappy
Fazilatunesa Bappy (31 de dezembro de 1970 - 2 de janeiro de 2020) foi uma advogada e política de Bangladesh que representava o partido Liga Popular (Awami) de Bangladesh. Ela era membro do Jatiya Sangsad.

## Biografia
Bappy nasceu em 31 de dezembro de 1970 em Narail, no então Paquistão Oriental. Ela serviu como promotora do Tribunal Internacional de Crimes e procuradora-geral adjunta.
Bappy esteve envolvida com a política da Liga Awami de Bangladesh durante a sua vida de estudante. Ela foi eleita membro do Jatiya Sangsad em 2011 e novamente em 2014.

## Morte
Bappy morreu em 2 de janeiro de 2020 no Bangabandhu Sheikh Mujib Medical University Hospital, Dhaka, aos 49 anos de idade.